# Edificio Bunge & Born
L'Edificio Bunge & Born è uno storico edificio del quartiere di San Nicolás a Buenos Aires in Argentina.

## Storia
La Bunge & Born era una società fondata nel 1884 da due immigrati belgi originari di Anversa, Ernesto Bunge e Jorge Born, attiva nel settore delle esportazioni agricole dall'Argentina.
Nel 1923 la compagnía commissionò all'architetto Pablo Naeff la progettazione di una nuova sede sociale di rappresentanza a Buenos Aires. Nello stesso anno, la municipalità approvò i progetti cosicché l'impresa di costruzioni di Piquet e Arano poté dare l'avvio ai lavori. Il sito prescelto fu un lotto affacciato sulla calle Lavalle tra la Avenida Leandro N. Alem e la calle 25 de Mayo, nel punto in cui in passato correva la linea di costa. I lavori vennero completati nel 1926. Negli anni a seguire Naeff avrebbe anche curato il progetto per la sede della compagnia Bunge & Born nella città di Rosario, ricorrendo però ad uno stile art déco.
A partire dall'anno 2000 l'edificio è amministrato dalla fondazione Bunge & Born, ed è occupato dal 2003 dagli uffici di Bunge Argentina, la sussidiaria argentina di Bunge Limited.

## Descrizione
La committenza incaricò l'architetto di progettare un edificio che ricordasse nello stile quelli della terra natale di Bunge e Born, le Fiandre. Pertanto, l'edificio presenta uno stile che lo colloca nella corrente del gotico fiammingo, una rarità all'interno del panorama architettonico bonaerense, dominato da architetture Beaux-Arts, italianeggianti e tudor.